# Carlos Cuerpo Caballero
Carlos Cuerpo Caballero   (Badajoz, 26 de setembre de 1980) és un economista extremeny, ministre d'Economia, Comerç i Empresa del Govern d'Espanya des del desembre de 2023.
Llicenciat en Economia per la Universitat d'Extremadura el 2003, és Doctor en Economia per la Universitat Autònoma de Madrid i màster per la London School of Economics. El 2008 va entrar al Cos Superior de Tècnics Comercials i Economistes de l'Estat. Entre 2008 i 2011 va ser analista econòmic de la Direcció General d'Anàlisi Macroeconòmica i Economia Internacional en el Ministeri d'Economia i Competitivitat. Entre 2011 i 2014 va treballar com a expert nacional en la Direcció General d'Assumptes Econòmics i Financers en la Comissió Europea.
Entre el 2014 i el 2020 va ser subdirector d'Endeutament Públic i director de la Divisió d'Anàlisi Econòmica de l'Autoritat Independent de Responsabilitat fiscal (Airef). Des de febrer de 2020 fins al seu nomenament com a secretari general del Tresor va ser director general d'Anàlisi Macroeconòmica del Ministeri d'Assumptes Econòmics i Transformació Digital, dirigida per Nadia Calviño. El desembre de 2023 fou nomenat ministre d'Economia, Comerç i Empresa en el govern de Pedro Sánchez.
El juny de 2025 es va presentar com a candidat a la presidència de l'Eurogrup, conjuntament amb Paschal Donohoe i Rimantas Šadžius.